# Jim Geringer
Jim Geringer (Wheatland, 24 aprile 1944) è un politico statunitense, governatore del Wyoming dal 2 gennaio 1995 al 3 gennaio 2003.

## Biografia
Geringer è nato e cresciuto in una fattoria a Wheatland, piccolo comune nel Wyoming. Suo padre, Gottlieb Geringer, discendeva da una famiglia di tedeschi del Volga originaria del piccolo villaggio rurale di Yablonovka, oggi situato nella Rovenskij rajon, mentre sua madre, Edla Johnson aveva origini svedesi. Dopo aver frequentato l'Università statale del Kansas, conseguì una laurea in ingegneria meccanica e dal 1967 fino al 1991 prestò servizio nella United States Air Force. Dopo esserne stato congedato, lavorò per alcuni anni in una centrale elettrica situata a Wheatland, ove successivamente acquistò una fattoria.

## Carriera politica
Nel 1982, Geringer vinse insieme al partito repubblicano le elezioni per eleggere la Camera dei rappresentanti del Wyoming, diventandone un membro. Dopo sei anni, riuscì a diventare un senatore presso il Senato del Wyoming, mentre nel 1994, Geringer vinse le elezioni generali nel Wyoming e il 2 gennaio 1995 fu ufficialmente eletto governatore del Wyoming.
Durante tutto il suo mandato, Geringer ha adottato una linea principalmente conservatrice. Infatti, egli approvò diverse leggi che regolano le azioni collettive nel Wyoming, cambiò le leggi che regolano la bancarotta, inasprì le leggi contro la criminalità, legalizzò nel paese le charter school e abbassò notevolmente le tasse. Tuttavia, durante il suo mandato, entrò in conflitto con il partito repubblicano, sostenendo delle riforme ambientali e mostrandosi favorevole all'Equal Rights Amendment.
Dopo la fine del suo mandato il 6 gennaio 2003, Geringer divenne uno dei co-fondatori della Western Governors University, un'università privata che si occupa della formazione a distanza e del cui consiglio di amministrazione è tutt'ora presidente.